# Flugplatz Sömmerda-Dermsdorf

i7
i11
i13

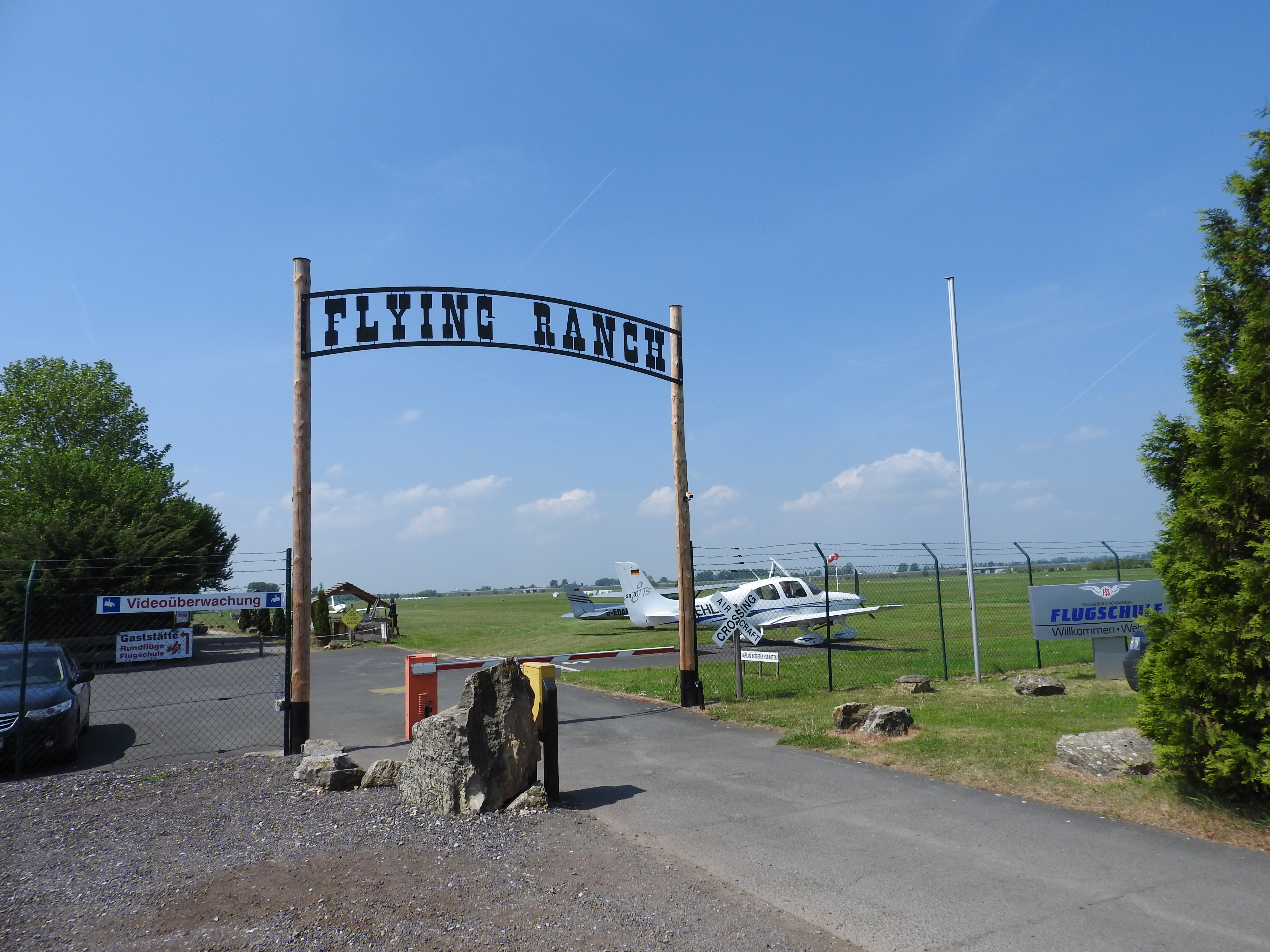
Eingangstor des Flugplatzes

Der Flugplatz Sömmerda-Dermsdorf (ICAO-Code: EDBS) ist ein Verkehrslandeplatz bei Sömmerda, der von der Flugservice Sömmerda GmbH betrieben wird. Er liegt auf der Gemarkung der Gemeinde Dermsdorf.

## Flugbetrieb
Der Flugplatz Sömmerda-Dermsdorf hat eine ca. 925 m lange Graspiste. Der Flugplatz wird von dem ansässigen Luftfahrtunternehmen Flugservice Sömmerda GmbH betrieben. Seit 2006 arbeitet das Unternehmen mit der Verkehrsfliegerschule Aero-Beta Flight Training zusammen. So ist ein Teil der Flotte in Sömmerda, der andere Teil am Flughafen Stuttgart stationiert. Ebenso findet die Flugausbildung in Stuttgart oder Sömmerda statt.

## Geschichte
Nach der Besetzung durch die Alliierten am 11. April 1945 wurde der Flugplatz als Advanced Landing Ground ALG R-18 bezeichnet.
Der am südlichen Ortsrand von Dermsdorf gelegene Landeplatz ist ein ehemaliger Militärflugplatz der GSSD. Vor Ort ist eine Sammlung historischer russischer Kampfflugzeuge ausgestellt.